# Oren Harris

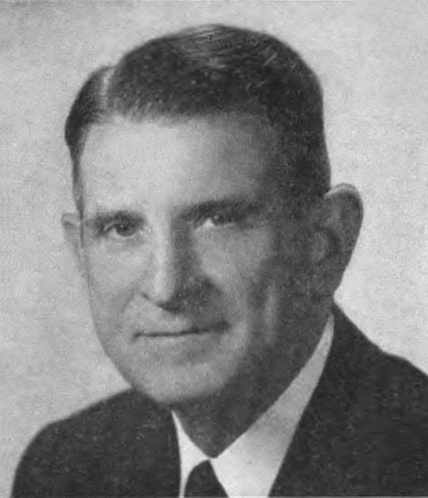
Oren Harris, 1965

Oren Harris (* 20. Dezember 1903 in Belton, Hempstead County, Arkansas; † 5. Februar 1997) war ein US-amerikanischer Jurist und Politiker. Er vertrat den Bundesstaat Arkansas als Abgeordneter im US-Repräsentantenhaus.

## Werdegang
Oren Harris wurde in Belton geboren, wo er auch die öffentliche Schule besuchte. Er graduierte 1929 am Henderson State College in Arkadelphia und 1930 an der Cumberland School of Law der Cumberland University in Lebanon (Tennessee). Seine Zulassung als Anwalt bekam er im selben Jahr und eröffnete eine Praxis in El Dorado.
Zwischen 1933 und 1936 war er stellvertretender Staatsanwalt im Union County. Danach arbeitete er als Staatsanwalt im 13. Gerichtsbezirk von Arkansas. Diese Tätigkeit übte er zwischen 1937 und 1940 aus. 1936 und 1940 war er Delegierter zu den Staatsparteitagen der Demokraten in Arkansas; 1944, 1952, 1956 und 1960 nahm er jeweils an der Democratic National Convention teil.
Harris wurde für den vierten Wahlbezirk von Arkansas als Demokrat in den 77. und die zwölf nachfolgenden Kongresse gewählt. Seine Amtszeit belief sich vom 3. Januar 1941 bis zum 2. Februar 1966. Er entschloss sich zum Rücktritt, um Richter am Bundesbezirksgericht für den östlichen und den westlichen Bezirk von Arkansas zu werden, wirksam ab dem 3. Februar 1966.
In seiner Zeit als Abgeordneter war er Vorsitzender des Committee on Interstate and Foreign Commerce vom 85. bis zum 89. Kongress. Des Weiteren war er auch bei der Ausfertigung des Southern Manifesto beteiligt, das sich gegen die Rassenintegration an öffentlichen Einrichtungen aussprach.